# Hammaptera impuber
Hammaptera impuber är en fjärilsart som beskrevs av W. Warren 1907. Hammaptera impuber ingår i släktet Hammaptera och familjen mätare. Inga underarter finns listade i Catalogue of Life.